# Fédération Internationale de Motocyclisme
De FIM ofwel de Fédération Internationale de Motocyclisme is de overkoepelende organisatie van nationale motorrijdersverenigingen.
De FIM werd opgericht op 21 december 1904 in Parijs onder de naam Fédération Internationale des Clubs Motocyclistes (FICM). De Franse Motocycle-Club de France had enige tijd daarvoor (op 15 september 1904) een wedstrijd georganiseerd waaraan rijders uit Denemarken, Duitsland, Frankrijk, Groot-Brittannië en Oostenrijk-Hongarije hadden deelgenomen. Vanwege de organisatorische problemen die daar aan het licht kwamen staken de sport-bestuurders van de vijf landen de koppen bij elkaar en besloten een overkoepelende organisatie op te richten. Zo ontstond de FIM.
De geboorte van de federatie was echter voorbarig. Tijdens een evenement in Bohemen in juli 1906 trokken alle deelnemers met uitzondering van Groot-Brittannië zich terug uit de federatie. Vanaf 1907 was de Britse federatie Auto-Cycle Union (ACU) het enige lid.
De ACU nam het initiatief om op 28 november 1912 een vergadering in Londen te organiseren waarvoor België, Denemarken, Frankrijk, Groot-Brittannië, Italië, Nederland en de Verenigde Staten werden uitgenodigd. Twee weken later werd een congres georganiseerd in Parijs waar naast de genoemde landen ook Duitsland, Oostenrijk en Zwitserland aan deel namen. Deze tien landen worden beschouwd als de oprichters van de FIM. Het volgende jaar werd het eerste internationale evenement onder supervisie van de FIM georganiseerd: de Internationale Zesdaagse Betrouwbaarheidsrit.
Viering van het honderdjarig bestaan heeft plaatsgevonden gedurende het gehele jaar 2004, maar het hoogtepunt was tijdens het congres in Parijs van 18 tot 23 oktober 2004.